# Le Faucon rouge
Pour plus de détails, voir Fiche technique et Distribution.
Le Faucon rouge (titre original : Il falco rosso) est un film de cape et d'épée italien réalisé par Carlo Ludovico Bragaglia, sorti en 1949.

## Synopsis
En Italie, à l'époque de la domination normande, un prince étranger usurpe la possession d'un fief en instaurant un régime de violence et d'oppression. Le fils du seigneur légitime, rentré chez lui après la mort de son père, décide de contrer l'usurpateur. Se faisant passer pour un poète grec, il est accueilli dans le château où le prince a établi sa résidence et où le jeune homme commence une double existence : tandis qu'au château il est le poète, dans les expéditions nocturnes secrètes il devient l'audacieux « Faucon rouge », qui avec quelques disciples sème la terreur dans les rangs normands. 

## Fiche technique
- Titre français : Le Faucon rouge[1]
- Titre original italien : Il falco rosso[2]
- Réalisation : Carlo Ludovico Bragaglia
- Scénario : Vittorio Nino Novarese, Fulvio Palmieri (it), Bruno Valeri
- Photographie :	Carlo Montuori
- Montage : Mario Sansoni
- Musique : Franco Casavola
- Décors : Alberto Boccianti (it)
- Costumes : Vittorio Nino Novarese
- Société de production : Forum Film
- Pays de production :  Italie
- Langue originale : Italien
- Format : Noir et blanc — 35 mm — 1,37:1 — Son : Mono
- Genre : Film de cape et d'épée
- Durée : 87 minutes
- Dates de sortie :
  - Italie : 5 décembre 1949
  - France : 28 août 1952[1]

## Distribution
- Jacques Sernas : Raniero d'Atri
- Tamara Lees : Clotilde di Tuscolo
- Paul Müller : Baron Goffredo
- Victor Ledda : Comte Tuscolo
- Pietro Tordi Demetrio
- Ugo Sasso : Pietro
- Piero Palermini : Gilberto
- Carla Calò : Marfa
- Gemma Bolognesi : Berta
- Anna Di Lorenzo Rosalinda

## Accueil critique
Le 15 avril 1950, Fabrizio Gabella écrit dans Intermezzo : « Il est incroyable qu'à une époque comme la nôtre, on puisse encore montrer des films comme celui réalisé par Bragaglia : il faut pourtant se rendre à l'évidence. Le film entier est un mélange d'amateurisme et d'insipidité cinématographique qui ne parvient même pas à atteindre le ridicule. Les acteurs ont agi en fonction du niveau du film, au mépris suprême de leur réputation ».